# Prehistorik Man
Prehistorik Man — компьютерная игра компании Titus Interactive, разработанная для SNES, выпущена Kemco в 1995. Является идейным продолжением двухмерных платформеров — Prehistorik и Prehistorik 2.
Главным героем аркады является одетый в звериную шкуру доисторический человек, который в поисках пропитания преодолевает возникающие на его пути препятствия посредством ловкости и огромной дубины. В поисках пищи, неандерталец должен колотить динозавров и других животных, которые появляются на его пути. Некоторые враждебные существа не могут быть побиты, и тогда игрок должен уклоняться от них. По сравнению с предыдущими частями добавлены многие игровые возможности, включая дополнительных неигровых персонажей, которые среди прочего обеспечивают подсказки и обучение.
Игра была портирована на Game Boy Advance и DSiWare, причём последняя версия выпущена в Северной Америке 15 февраля 2010 года.

## Оценки
| Сводный рейтинг | Сводный рейтинг |
| Агрегатор       | Оценка          |
| --------------- | --------------- |
| GameRankings    | 74,93 % (GBA)   |